# Wahlkreis Central Ayrshire
| Central Ayrshire               |
| ------------------------------ |
| Central Ayrshire               |
| Gebildet                       |
| 1950; 2005                     |
| Abgeordneter                   |
| Philippa Whitford (SNP)        |
| Regionen                       |
| North Ayrshire, South Ayrshire |

Central Ayrshire ist ein Wahlkreis für das Britische Unterhaus. Er wurde im Zuge der Wahlkreisreform 1950 geschaffen und bestand bis zu seiner Abschaffung im Jahre 1983. Das Gebiet wurde im Wesentlichen in den neugeschaffenen Wahlkreis Cunninghame South übernommen. 2005 wurde dieser Wahlkreis wieder zugunsten von Central Ayrshire aufgelöst.
Central Ayrshire deckt Gebiete der Council Areas South Ayrshire und North Ayrshire ab. Er umfasst die Städte Irvine, Troon und Prestwick. Der Wahlkreis entsendet einen Abgeordneten.

## Wahlergebnisse

### Unterhauswahlen 1950
| Ergebnisse der Unterhauswahlen 1950 | Ergebnisse der Unterhauswahlen 1950 | Ergebnisse der Unterhauswahlen 1950 | Ergebnisse der Unterhauswahlen 1950 |
| Partei                              | Kandidat                            | Stimmen                             | %                                   |
| ----------------------------------- | ----------------------------------- | ----------------------------------- | ----------------------------------- |
| Labour                              | Archibald Manuel                    | 18.792                              | 49,0                                |
| Unionist                            | W.R. Milligan                       | 16.830                              | 43,9                                |
| Liberal                             | C. Jack Coleman                     | 2760                                | 7,2                                 |

### Unterhauswahlen 1951
| Ergebnisse der Unterhauswahlen 1951 | Ergebnisse der Unterhauswahlen 1951 | Ergebnisse der Unterhauswahlen 1951 | Ergebnisse der Unterhauswahlen 1951 | Ergebnisse der Unterhauswahlen 1951 |
| Partei                              | Kandidat                            | Stimmen                             | %                                   | ±                                   |
| ----------------------------------- | ----------------------------------- | ----------------------------------- | ----------------------------------- | ----------------------------------- |
| Labour                              | Archibald Manuel                    | 21.003                              | 52,1                                | +3,1                                |
| Unionist                            | W.R. Milligan                       | 19.310                              | 47,9                                | +4,0                                |

### Unterhauswahlen 1955
| Ergebnisse der Unterhauswahlen 1955 | Ergebnisse der Unterhauswahlen 1955 | Ergebnisse der Unterhauswahlen 1955 | Ergebnisse der Unterhauswahlen 1955 | Ergebnisse der Unterhauswahlen 1955 |
| Partei                              | Kandidat                            | Stimmen                             | %                                   | ±                                   |
| ----------------------------------- | ----------------------------------- | ----------------------------------- | ----------------------------------- | ----------------------------------- |
| Unionist                            | Douglas Spencer-Nairn               | 19.713                              | 50,2                                | +2,3                                |
| Labour                              | Archibald Manuel                    | 19.546                              | 49,8                                | −2,3                                |

### Unterhauswahlen 1959
| Ergebnisse der Unterhauswahlen 1959 | Ergebnisse der Unterhauswahlen 1959 | Ergebnisse der Unterhauswahlen 1959 | Ergebnisse der Unterhauswahlen 1959 | Ergebnisse der Unterhauswahlen 1959 |
| Partei                              | Kandidat                            | Stimmen                             | %                                   | ±                                   |
| ----------------------------------- | ----------------------------------- | ----------------------------------- | ----------------------------------- | ----------------------------------- |
| Labour                              | Archibald Manuel                    | 21.901                              | 52,0                                | +2,8                                |
| Unionist                            | Douglas Spencer-Nairn               | 20.225                              | 48,0                                | −2,8                                |

### Unterhauswahlen 1964
| Ergebnisse der Unterhauswahlen 1964 | Ergebnisse der Unterhauswahlen 1964 | Ergebnisse der Unterhauswahlen 1964 | Ergebnisse der Unterhauswahlen 1964 | Ergebnisse der Unterhauswahlen 1964 |
| Partei                              | Kandidat                            | Stimmen                             | %                                   | ±                                   |
| ----------------------------------- | ----------------------------------- | ----------------------------------- | ----------------------------------- | ----------------------------------- |
| Labour                              | Archibald Manuel                    | 23.999                              | 56,4                                | +4,4                                |
| Unionist                            | G.R. Rickman                        | 18.523                              | 43,6                                | −4,4                                |

### Unterhauswahlen 1966
| Ergebnisse der Unterhauswahlen 1966 | Ergebnisse der Unterhauswahlen 1966 | Ergebnisse der Unterhauswahlen 1966 | Ergebnisse der Unterhauswahlen 1966 | Ergebnisse der Unterhauswahlen 1966 |
| Partei                              | Kandidat                            | Stimmen                             | %                                   | ±                                   |
| ----------------------------------- | ----------------------------------- | ----------------------------------- | ----------------------------------- | ----------------------------------- |
| Labour                              | Archibald Manuel                    | 24.035                              | 57,7                                | +1,3                                |
| Conservative                        | J.A. Corrie                         | 17.637                              | 42,3                                | −1,3                                |

### Unterhauswahlen 1970
| Ergebnisse der Unterhauswahlen 1970 | Ergebnisse der Unterhauswahlen 1970 | Ergebnisse der Unterhauswahlen 1970 | Ergebnisse der Unterhauswahlen 1970 | Ergebnisse der Unterhauswahlen 1970 |
| Partei                              | Kandidat                            | Stimmen                             | %                                   | ±                                   |
| ----------------------------------- | ----------------------------------- | ----------------------------------- | ----------------------------------- | ----------------------------------- |
| Labour                              | David Lambie                        | 24.536                              | 52,4                                | −5,3                                |
| Conservative                        | I. Lang                             | 19.569                              | 41,8                                | −0,5                                |
| SNP                                 | A. MacDonald                        | 2383                                | 5,1                                 | +5,1                                |
| Parteilos                           | T. Menzies                          | 339                                 | 0,7                                 | +0,7                                |

### Unterhauswahlen Februar 1974
| Ergebnisse der Unterhauswahlen Februar 1974 | Ergebnisse der Unterhauswahlen Februar 1974 | Ergebnisse der Unterhauswahlen Februar 1974 | Ergebnisse der Unterhauswahlen Februar 1974 | Ergebnisse der Unterhauswahlen Februar 1974 |
| Partei                                      | Kandidat                                    | Stimmen                                     | %                                           | ±                                           |
| ------------------------------------------- | ------------------------------------------- | ------------------------------------------- | ------------------------------------------- | ------------------------------------------- |
| Labour                                      | David Lambie                                | 23.639                                      | 49,0                                        | −3,4                                        |
| Conservative                                | R. Gavin                                    | 17.362                                      | 36,0                                        | −5,8                                        |
| SNP                                         | L Anderson                                  | 7255                                        | 15,0                                        | +9,9                                        |

### Unterhauswahlen Oktober 1974
| Ergebnisse der Unterhauswahlen Oktober 1974 | Ergebnisse der Unterhauswahlen Oktober 1974 | Ergebnisse der Unterhauswahlen Oktober 1974 | Ergebnisse der Unterhauswahlen Oktober 1974 | Ergebnisse der Unterhauswahlen Oktober 1974 |
| Partei                                      | Kandidat                                    | Stimmen                                     | %                                           | ±                                           |
| ------------------------------------------- | ------------------------------------------- | ------------------------------------------- | ------------------------------------------- | ------------------------------------------- |
| Labour                                      | David Lambie                                | 21.188                                      | 45,1                                        | −3,9                                        |
| Conservative                                | M. Carse                                    | 11.633                                      | 24,8                                        | −11,2                                       |
| SNP                                         | L. Anderson                                 | 11.533                                      | 24,5                                        | +9,5                                        |
| Liberal                                     | J. Watts                                    | 2640                                        | 5,6                                         | +5,6                                        |

### Unterhauswahlen 1979
| Ergebnisse der Unterhauswahlen 1979 | Ergebnisse der Unterhauswahlen 1979 | Ergebnisse der Unterhauswahlen 1979 | Ergebnisse der Unterhauswahlen 1979 | Ergebnisse der Unterhauswahlen 1979 |
| Partei                              | Kandidat                            | Stimmen                             | %                                   | ±                                   |
| ----------------------------------- | ----------------------------------- | ----------------------------------- | ----------------------------------- | ----------------------------------- |
| Labour                              | David Lambie                        | 27.438                              | 51,1                                | +6,0                                |
| Conservative                        | R. Wilkinson                        | 15.734                              | 29,3                                | +4,5                                |
| SNP                                 | I. MacDonald                        | 5596                                | 10,4                                | −14,1                               |
| Liberal                             | I. Clarkson                         | 4896                                | 9,1                                 | +3,5                                |

### Unterhauswahlen 2005
| Ergebnisse der Unterhauswahlen 2005 | Ergebnisse der Unterhauswahlen 2005 | Ergebnisse der Unterhauswahlen 2005 | Ergebnisse der Unterhauswahlen 2005 |
| Partei                              | Kandidat                            | Stimmen                             | %                                   |
| ----------------------------------- | ----------------------------------- | ----------------------------------- | ----------------------------------- |
| Labour                              | Brian Donohoe                       | 19.905                              | 46,4                                |
| Conservative                        | Garry Clark                         | 9482                                | 22,1                                |
| Liberal Democrats                   | Iain Kennedy                        | 6881                                | 16,1                                |
| SNP                                 | Jahangir Hanif                      | 4969                                | 11,6                                |
| Socialist                           | Denise Morton                       | 820                                 | 1,9                                 |
| Socialist Labour                    | Robert Cochrane                     | 468                                 | 1,1                                 |
| UKIP                                | Jim Groves                          | 346                                 | 0,8                                 |

### Unterhauswahlen 2010
| Ergebnisse der Unterhauswahlen 2010 | Ergebnisse der Unterhauswahlen 2010 | Ergebnisse der Unterhauswahlen 2010 | Ergebnisse der Unterhauswahlen 2010 | Ergebnisse der Unterhauswahlen 2010 |
| Partei                              | Kandidat                            | Stimmen                             | %                                   | ±                                   |
| ----------------------------------- | ----------------------------------- | ----------------------------------- | ----------------------------------- | ----------------------------------- |
| Labour                              | Brian Donohoe                       | 20.950                              | 47,7                                | +1,3                                |
| Conservative                        | Maurice Golden                      | 8943                                | 20,4                                | −1,7                                |
| SNP                                 | John Mullen                         | 8364                                | 19,1                                | +7,5                                |
| Liberal Democrats                   | Andrew Chamberlain                  | 5236                                | 11,9                                | −4,2                                |
| Socialist Labour                    | James McDaid                        | 422                                 | 1,0                                 | −0,1                                |

### Unterhauswahlen 2015
| Ergebnisse der Unterhauswahlen 2015 | Ergebnisse der Unterhauswahlen 2015 | Ergebnisse der Unterhauswahlen 2015 | Ergebnisse der Unterhauswahlen 2015 | Ergebnisse der Unterhauswahlen 2015 |
| Partei                              | Kandidat                            | Stimmen                             | %                                   | ±                                   |
| ----------------------------------- | ----------------------------------- | ----------------------------------- | ----------------------------------- | ----------------------------------- |
| SNP                                 | Philippa Whitford                   | 26.999                              | 53,2                                | +34,1                               |
| Labour                              | Brian Donohoe                       | 13.410                              | 26,4                                | −21,3                               |
| Conservative                        | Marc Hope                           | 8803                                | 17,3                                | −3,1                                |
| Liberal Democrats                   | Andrew Chamberlain                  | 917                                 | 1,8                                 | −10,1                               |
| Green                               | Veronika Tudhope                    | 645                                 | 1,3                                 | +1,3                                |

### Unterhauswahlen 2017
| Ergebnisse der Unterhauswahlen 2017 | Ergebnisse der Unterhauswahlen 2017 | Ergebnisse der Unterhauswahlen 2017 | Ergebnisse der Unterhauswahlen 2017 | Ergebnisse der Unterhauswahlen 2017 |
| Partei                              | Kandidat                            | Stimmen                             | %                                   | ±                                   |
| ----------------------------------- | ----------------------------------- | ----------------------------------- | ----------------------------------- | ----------------------------------- |
| SNP                                 | Philippa Whitford                   | 16.771                              | 37,2                                | −16,0                               |
| Conservative                        | Caroline Hollins Martin             | 15.504                              | 34,4                                | +17,1                               |
| Labour                              | Nairn McDonald                      | 11.762                              | 26,1                                | −0,3                                |
| Liberal Democrats                   | Tom Inglis                          | 1050                                | 2,3                                 | +0,5                                |

### Unterhauswahlen 2019
| Ergebnisse der Unterhauswahlen 2019 | Ergebnisse der Unterhauswahlen 2019 | Ergebnisse der Unterhauswahlen 2019 | Ergebnisse der Unterhauswahlen 2019 | Ergebnisse der Unterhauswahlen 2019 |
| Partei                              | Kandidat                            | Stimmen                             | %                                   | ±                                   |
| ----------------------------------- | ----------------------------------- | ----------------------------------- | ----------------------------------- | ----------------------------------- |
| SNP                                 | Philippa Whitford                   | 21.486                              | 46,2                                | +9,0                                |
| Conservative                        | Derek Stillie                       | 16.182                              | 34,8                                | +0,4                                |
| Labour                              | Louise McPhater                     | 6583                                | 14,1                                | −12,0                               |
| Liberal Democrats                   | Emma Farthing                       | 2283                                | 4,9                                 | +2,6                                |